# 葉恭綽
葉 恭綽（よう きょうしゃく）は清末、中華民国、中華人民共和国の政治家・文芸家。北京政府において交通系と目された政治家である。中華人民共和国建国後に、ピンインなど普通話の整備にも尽力した人物でもある。字は裕甫、誉虎。晩号は遐庵。甥に葉公超。

## 事績

### 交通系の政治家へ
21歳で京師大学堂（北京大学の前身）仕学館に入学。23歳で、湖北農業学堂の教員となった。1905年（光緒31年）、湖北方言学堂教員を兼ねつつ、上海『時報』の湖北訪員（駐在員）をつとめた。
翌年冬からは、郵伝部で職を歴任していく。1909年（宣統元年）、郵伝部承政庁庁長に昇進した。その翌年に鉄路総局提調に昇格している。同年7月に欧州へ事務視察に赴いた。帰国後の1911年（宣統3年）9月、鉄路総局代理局長に任命された。
中華民国建国後の1912年（民国元年）5月、葉恭綽は、北京政府で交通部路政司司長兼鉄路総局局長、交通銀行総理に任じられた。以後、交通系の政治家と目されるようになる。同年、中国全国鉄路協会副会長にも任じられている。翌年、交通部次長代理を兼任し、1914年（民国3年）6月には、交通部次長兼路政局長に昇進した。しかし翌年6月、津浦鉄路に関する不正を疑われ、停職4ヶ月の処分を受けている。同年12月、皇帝に即位しようとする袁世凱により、大典籌備処会弁に任じられたが、翌年に袁が死去すると、葉も失脚した。

### 政治的混乱の中で
1917年7月、葉恭綽は、張勲復辟を鎮圧しようとする段祺瑞から討逆軍総司令部交通処長に任じられ、安徽派の政治家となった。段が中央で復権すると、葉は交通部次長兼郵政総局局長に任じられている。しかし、翌年に西原借款が問題になると、借款を交通事業に波及させるべきでないと考えたために段と対立し、次長を辞任した。
一時欧州を視察した後の1920年（民国9年）8月、葉恭綽は、靳雲鵬内閣において交通総長に任命された。その翌年3月に、上海工業専門学校などの各種工業大学を統合して交通大学を創設し、同大学の初代校長に就任している。しかし、1922年（民国11年）4月の第1次奉直戦争で奉天派が直隷派に敗北すると、奉天派に近いと見られていた葉も、日本に一時亡命した。
1923年（民国12年）5月、葉は広州へ赴いて孫文（孫中山）の大元帥府に加わり、財政部長に任命されている。その後も代理建設部長や鉄道部長をつとめた。また、奉天派との関係から、孫文の命により、張作霖との交渉も行っている。
1924年（民国13年）11月、段祺瑞が臨時執政に復権すると、葉恭綽は北京政府において交通総長に任じられた。張作霖が中国国民党の北伐に敗北するまで、その他各職を歴任している。

### 国民政府以後

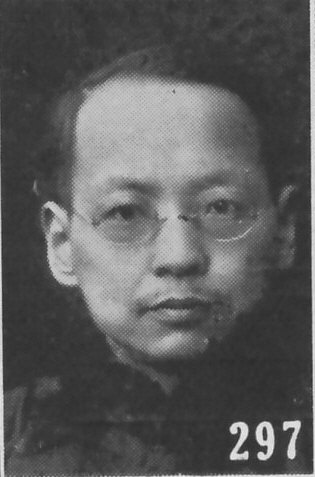
葉恭綽(『最新支那要人伝』1941年）

北京政府崩壊後の1929年（民国18年）、葉恭綽は、朱啓鈐とともに中国営造学社を組織した。1931年（民国20年）、孫科が行政院長に任じられた際に、葉は国民政府鉄道部長に任じられた。しかし、孫科とともに短期間で辞任している。
これ以降は、文物保護活動に主に従事し、国学館館長や全国経済委員会委員などを歴任している。1939年（民国28年）には、香港で中国文化協進会の発起人となり、広東省の文物情報の整理に貢献した。香港が日本軍に占領された際には、一時、その監視下に置かれたが、引き続き、主に香港に留まっている。
中華人民共和国成立後の1950年、大陸に戻り、翌年には中央人民政府政務院文教委員会委員に任じられた。以後、中国人民政治協商会議全国委員会委員、同常務委員などを歴任した。また1954年には、中国文字改革委員会常務委員として、「常用字分類簡化表」の作成に参与する。1956年には、中央普通話普及工作委員会委員として「漢語拼音方案」の作成に関わった。他方で、文物収集家としての活動も続け、回顧録等も残している。
1968年8月6日、北京にて病没。享年88（満86歳）。

## 注
1. ↑  蕭棟梁「葉恭綽」154頁、徐友春主編『民国人物大辞典 増訂版』1939頁による。Who's Who in China 3rd ed.,p.922は1880年とする。
2. 1 2 3 4 5 6 7  東亜問題調査会 編『最新支那要人伝』、196頁。
3. ↑  東亜問題調査会 編『最新支那要人伝』、要人小照頁。